# Federación Turca de Fútbol
La Federación Turca de Fútbol (en turco: Türkiye Futbol Federasyonu, TFF) es el organismo rector del fútbol en la Turquía.
Fue fundada el 23 de abril de 1923. Está afiliada a la FIFA desde ese mismo año y a la UEFA desde 1962.
Se encarga de organizar la Superliga Femenina, Superliga de Turquía y la Copa, así como los partidos de la selección de fútbol de Turquía.